# Biserica de lemn din Grohot

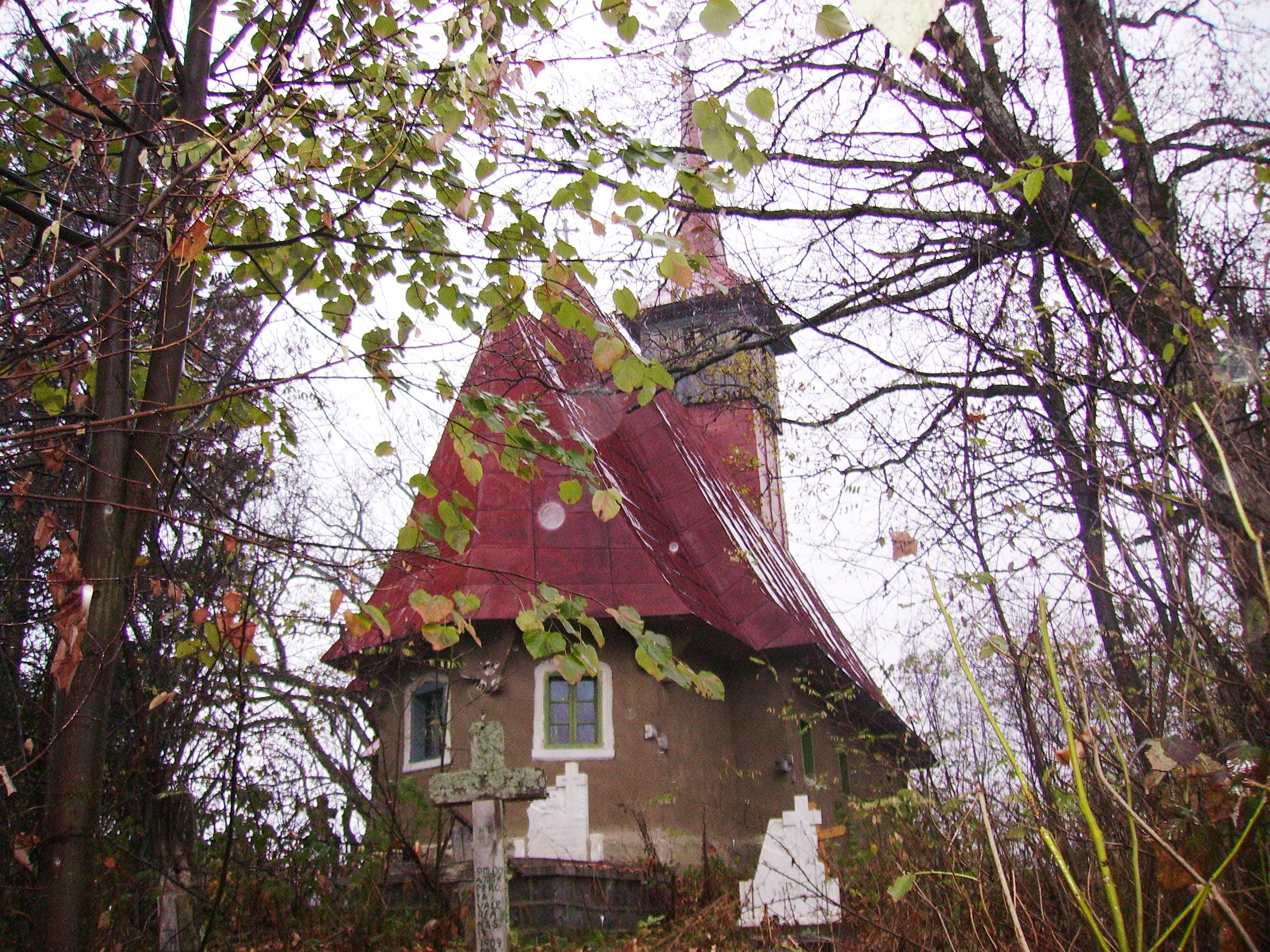
Biserica de lemn „Sfinții Arhangheli Mihail și Gavriil” din cătunul Grohot, comuna Bulzeștii de Sus, județul Hunedoara, foto: octombrie 2008 (ploaie torențială).

Biserica de lemn din cătunul Grohot, comuna Bulzeștii de Sus, județul Hunedoara a fost ridicată în 1852. Are hramul „Sfinții Arhangheli Mihail și Gavriil”.  În ciuda vechimii sale și a măiestriei lucrului în lemn biserica nu se află pe noua listă a monumentelor istorice.

## Istoric și trăsături
Biserica „Sfinții Arhangheli Mihail și Gavriil“ din cătunul Grohot a înlocuit, în anul 1852, un alt edificiu din bârne, mistuit de flăcări în timpul Revoluției de la 1848-1849; conscripțiile anilor 1733, 1750, 1761-1762, 1805 și 1829-1831, precum și harta iosefină a Transilvaniei (1769-1773) îl menționează ca atare. De la acea înaintașă medievală, biserica actuală a preluat planul arhaic, anume cel al unui dreptunghi cu absida poligonală decroșată, cu unghiul în ax; deasupra pronaosului se înalță un turn-clopotniță zvelt, cu foișor închis și fleșă ascuțită. Lăcașul, acoperit integral cu tablă, a fost pictat în a doua jumătate a secolului al XIX-lea, de un meșter zugrav rămas anonim; din zestrea actuală fac parte doar câteva icoane pe lemn și un clopot de bronz, turnat în 1856. În dreptul celor două intrări, de sud și de vest, au fost adosate pridvoare deschise din scânduri. Dintre șantierele de renovare la care a fost supus edificiul în timp, cunoscute sunt doar cele din anii 1937 (consolidarea bârnelor și a acoperișului) și 1984 (tencuirea integrală a pereților și repictarea interiorului de către pictorul Mihai Gabor din Gura Humorului, județul Suceava. Din pricina scăderii populației (în 2008 mai existau doar cinci locuitori), în biserică se slujește foarte rar.

## Imagini

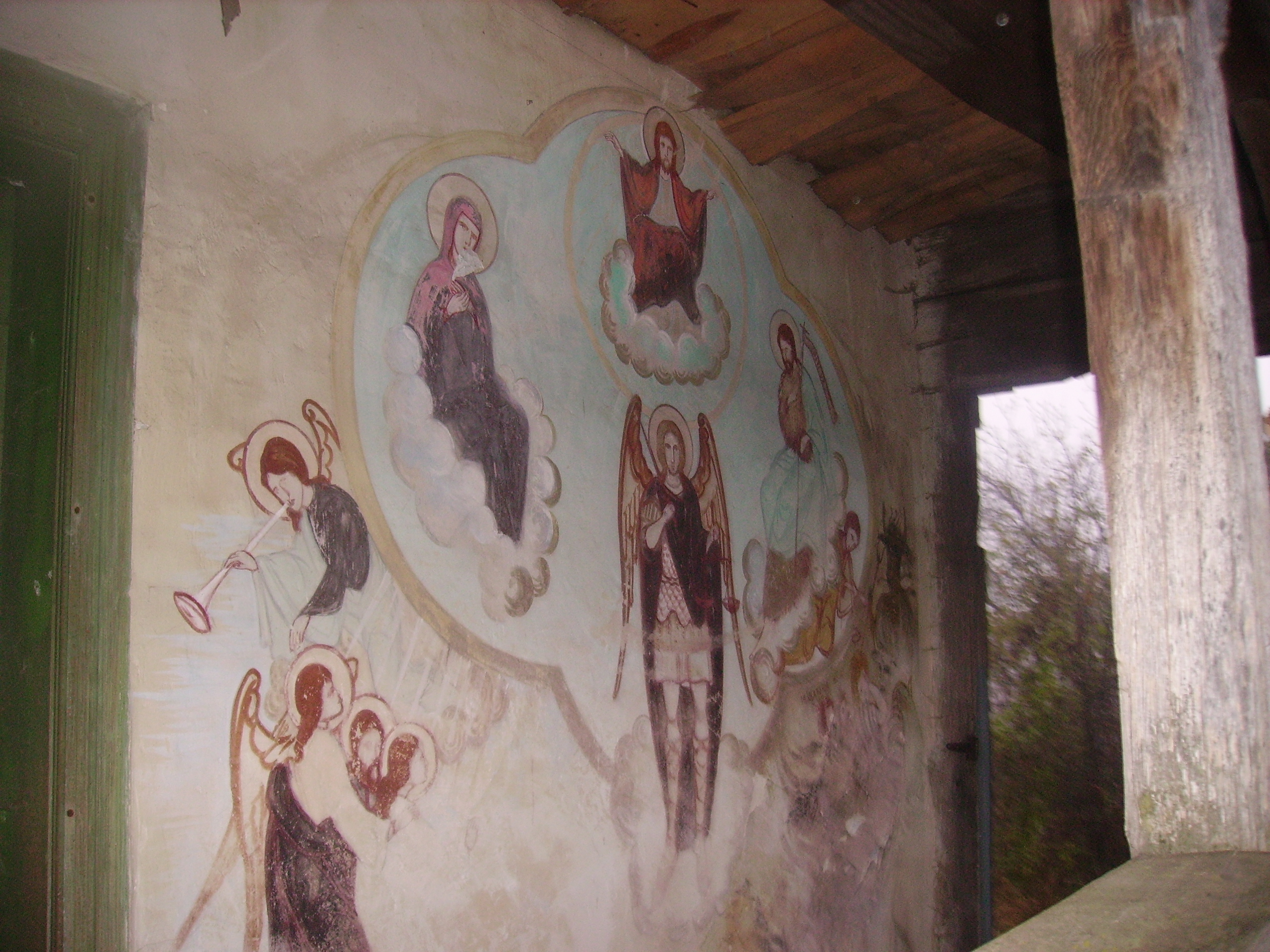
Latura de vest cu pictură exterioară